# Kogda my byli na voine...
Kogdá my býli na voiné... (em russo:  Когда́ мы бы́ли на войне́…, pronúncia russa: [kɐɡˈda mɨ ˈbɨlʲɪ nə vɐjˈnʲe], em português:  "Quando estávamos na guerra..."), originalmente chamado Pésenka gusára (em russo:  Пе́сенка гуса́ра, pronúncia russa: [ˈpʲesʲɪnkə ɡʊˈsarə], em português:  "Canção do hussardo"), é um poema de David Samoilov de 1982, publicado originalmente em sua coleção "Golosa za kholmami". Foi notoriamente musicado por Viktor Stoliarov, em versão popularizada entre cossacos, e, apesar de sua recentidade, é hoje folcloricamente conhecida como tradicional desta etnia.

## Texto original
A letra da música é:
| Russo | Transliteração | Português |
| --- | --- | --- |
| Когда мы были на войне, Когда мы были на войне, Там каждый думал о своей Любимой или о жене. И я бы тоже думать мог, И я бы тоже думать мог, Когда на трубочку глядел, На голубой её дымок. Как ты когда-то мне лгала, Как ты когда-то мне лгала, Как сердце легкое своё Другому другу отдала. А я не думал ни о ком, А я не думал ни о ком, Я только трубочку курил С турецким табаком… Когда мы будем на войне, Когда мы будем на войне, Навстречу пулям понесусь На молодом коне. Я только верной пули жду, Я только верной пули жду, Что утолит мою печаль И пресечет мою вражду. | Kogda my byli na voine, Kogda my byli na voine, Tam kajdy dumal o svoei Liubimoi ili o jene. I ia by toje dumat mog, Kogda na trubotchku gliadel, Na goluboi eio dymok. Kak ty kogda-to mne lgala, Kak serdtse legkoe svoio, Drugomu drugu otdala. A ia ne dumal ni o kom, Ia tolko trubotchku kuril, S turetskim tabakom... Kogda my budem na voine, Navstretchu puliam ponesus, Na molodom kone. Ia tolko vernoi puli jdu, Tchto utolit moiu petchal I presetchot moiu vrajdu. | Quando estávamos na guerra, Quando estávamos na guerra, Cada um lá pensava em sua Amante ou esposa. E eu poderia pensar também, E eu poderia pensar também, Quando olhava para o cachimbo, Para sua fumaça azul. Como você um dia mentiu para mim, Como você um dia mentiu para mim, O quão facilmente seu coração Você entregara a outro. Mas eu não pensei nisso, Mas eu não pensei nisso, E apenas fumava o cachimbo Com tabaco turco... Quando nós estivermos na guerra, Quando nós estivermos na guerra, Voarei ao encontro das balas No meu jovem cavalo. Eu só estou esperando a bala certa, Eu só estou esperando a bala certa, Para acabar com a minha tristeza E para aniquilar minha inimizade. |

## Eu-lírico

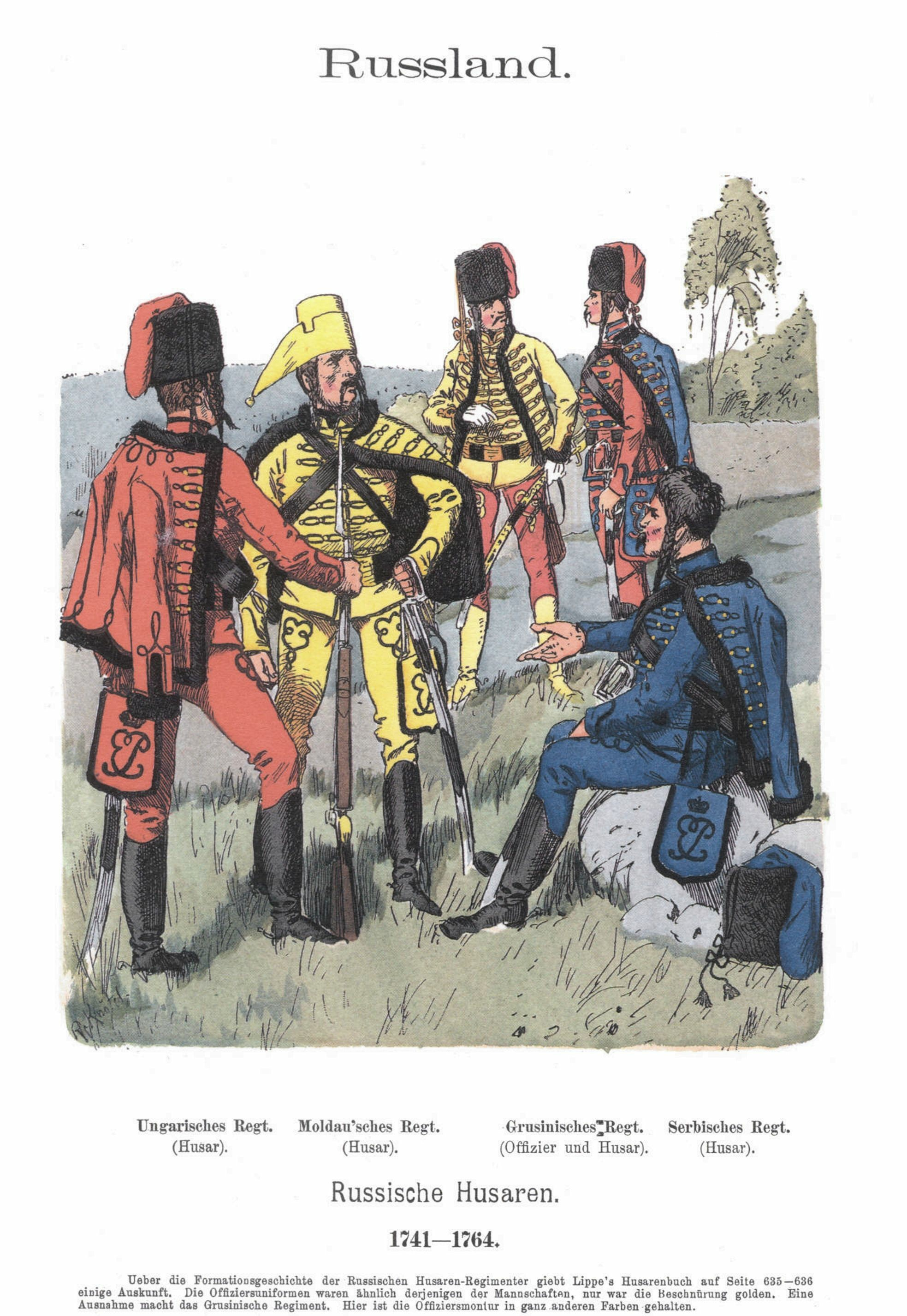
Gravura alemã de hussardo russo

O texto do poema, estilizado como canção folclore, é um monólogo interno de um soldado de cavalaria, especificado no título como hussardo, apesar de nada no texto indicar esta afiliação particular. Em verdade, Samoilov escolheu a figura do hussardo como eu-lírico por sugestão de seu editor, para evocar uma imagem mais clara e deixar o texto menos vulnerável à censura. Nesta reflexão, o hussardo ostenta a indiferença com a qual encara o adultério de sua mulher amada, expressando a esperança de que seja morto em combate.

## Crítica poética
O poeta russo Stanislav Minakov, analisando o poema, chama a atenção para o fato de que o único termo utilizado no diminutivo é "cachimbinho" (em russo:  трубочка, transl. trubotchka), para o qual o eu-lírico heroico transfere toda sua ternura. Minakov faz analogia com o estereótipo de que o cossaco "deve trocar a mulherzinha por tabaco e cachimbinho", além do grande número de outras músicas na qual o tabaco tem papel semelhante, como a marcha da Segunda Guerra Mundial "Davai zakurim" (em russo:  Давай закурим) ou "Okurotchka", canção de Iuz Aleshkovski sobre os gulagues.
No último verso do poema, Minakov percebe o uso da expressão neologística "minha inimizade" (em russo:  моя вражда, transl. moia vrajda), conotando que apenas o eu-lírico, e não a adúltera à qual o poema se refere, sentia inimizade, tanto em relação a ela quanto a si próprio. Esta expressão encontra paralelismo com "acabar com minha tristeza" (em russo:  утолит мою печаль, transl. utolit moiu pechal) no verso anterior, uma clara referência à expressão corrente da Ortodoxia russa "acabe com minha tristeza" (em antigo eslavo eclesiástico:  утоли моя печали, transl. utoli moia petchali), nome de ícone da Teótoco. Ainda, as sílabas tônicas -tchot e -du (em russo:  -чёт e -ду) no último verso, que fala sobre o desejo do eu-lírico em ser alvejado e morto, imitariam o som de um tiro.